# Páfoszi erőd
A páfoszi erőd a városi kikötő nyugati végén található. Eredetileg egy bizánci erődítmény volt, amelyet a kikötő védelmére építettek. A vár bejárata fölött található felirat szerint az oszmánok által 1592-ben helyreállított nyugati frank torony látható a velencei kiegészítésekkel. A torony bejárata fölötti fehér márványtábla utal a torony 1592-ben, Ahmet pasa ciprusi török kormányzó (1589–1593) által végzett átépítésére.
A város fő erődje a Saranta Kolonesban, mintegy 600 méterre nyugatra feküdt, és az 1222-es földrengés pusztította el.

## Története
Az eredeti bizánci erődítményt az 1222-es földrengés pusztította el. A 13. században a lusignaniak újjáépítették és kibővítették. Ők építették az úgynevezett „genovai tornyokat” is. Ez egy 2 toronyból álló vár, amelynek romjai a vártól 80 méterre keletre, közvetlenül a kikötő bejáratánál találhatók, és a legjobb védelemként szolgáltak. Bár ezeket a tornyokat a nagyobb várnak alárendeltnek tekintették, nem álltak kapcsolatban egymással, és valószínűleg különálló erősséget alkottak. Nevüket a genovaiak elleni 1373-as csatában betöltött jelentőségük miatt kapták, ahol fontos szerepet játszottak a városi kikötő védelmében, mivel a genovaiaknak elsősorban tengeri haderejük volt. Fontosak voltak az 1426-os Mamlúkok elleni csatában is, ahol súlyos károkat szenvedtek, és azóta sem építették újjá őket. A tornyok az 1491-es erős földrengés után elpusztultak, de romjaik ma is láthatók. A várat sokáig a velenceiek birtokolták, akik néhány kiegészítést végeztek.
A vár ellenállt az 1373-as genovai inváziónak, és egyike volt azon keveseknek, amiket 1426-ban nem foglaltak el a mamlúkok. 1570 augusztusában a törökök támadásakor a védők bátorsága és a vár jó helyzete ellenére 16 napos ádáz harc után az erőd elesett. Az oszmánok az eredeti épület alapján helyreállították a vár romjait, mivel erős felépítése miatt nem következett be teljes pusztulás. A török megszállás alatt a várnak 100 fős őrsége és 12 ágyúja volt a britek 1878-as érkezéséig.

## Építészet

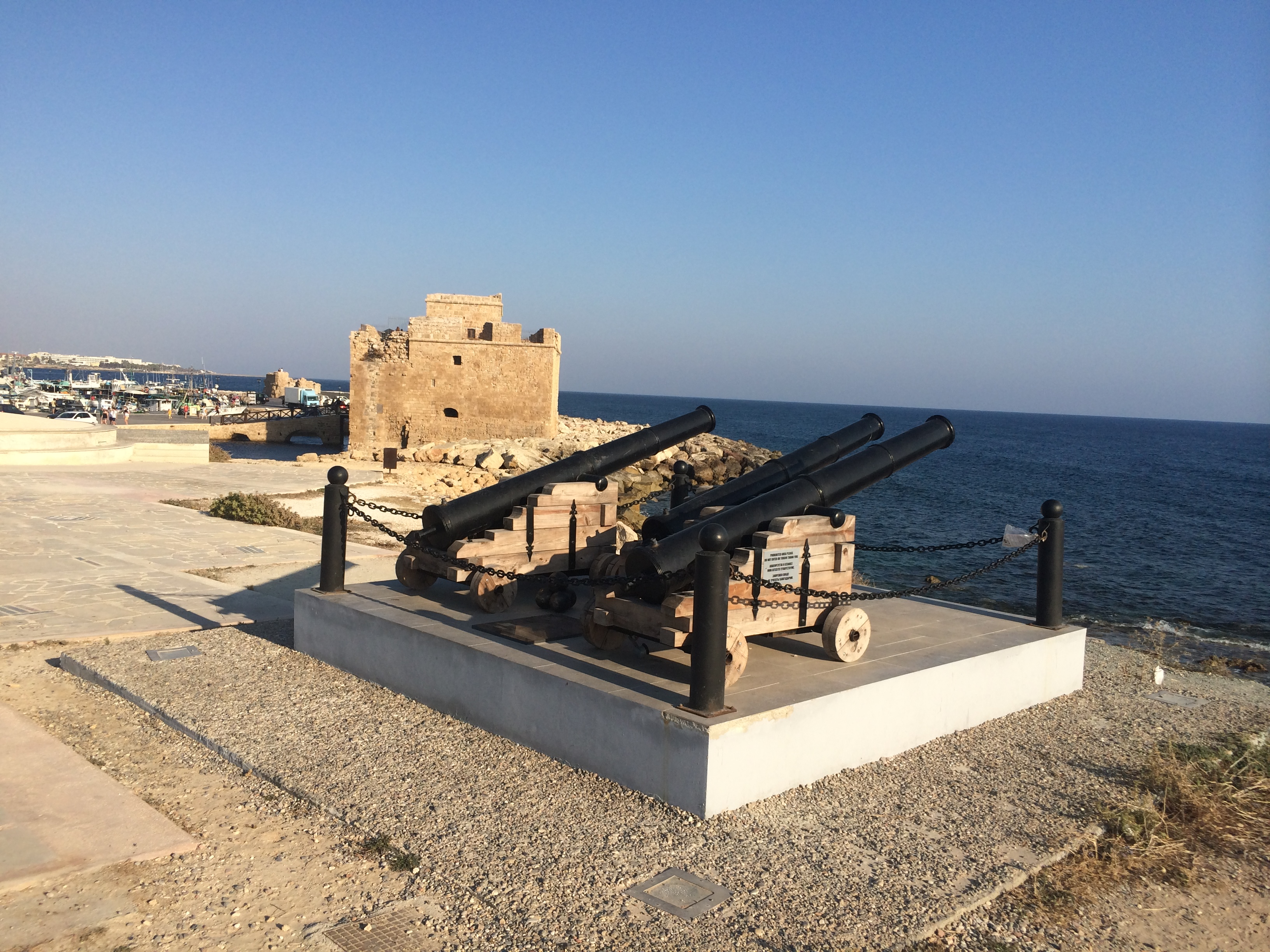
Ágyúk a parton

A vár fő része egy nagy, téglalap alakú toronyból áll (méretei: 40 × 20 m), amelynek közepén egy zárt udvar található. A földszintet egy központi csarnok alkotja, amelynek két nagy oldalán kis helyiségek és nagyméretű szobák találhatók, amelyeket az oszmán uralom idején börtönként és kaszárnyaként használtak. A tetőn egy kis négyzet alakú torony (méretei: 15 × 10 m) található három nagy szobával, ahol a vár őrsége lakott. Ugyanezen a szinten, a tetőn 12 lőrés található, amelyeken a török megszállás idején ágyúkat lehetett elhelyezni.
1878-ban, a britek megérkezésével a várat már nem használták katonai célokra, és 1935-ig sótároló lett, amikor is a régiségekről szóló törvény értelmében műemlékké nyilvánították. Azóta Páfosz városának egyik legjellegzetesebb látnivalója. 1938–39-ben a falakon és a hullámtörőn keletkezett különböző repedéseket kijavították. A várat az 1953-as földrengés tönkretette, és a javításokat 1969-ben fejezték be. A török légi- és haditengerészeti erők 1974. július 21-én, Páfosz kikötőjének bombázása során is eltalálták, de nem szenvedett komolyabb károkat. A szeptemberben évente megrendezett páfosi szabadtéri kulturális fesztivál helyszínéül szolgál. Múltjának feltárására több régészeti ásatást is végeztek.

## Turizmus
Az erődöt turisztikai látványosságként használják, és alkalmanként tematikus kiállításokat rendeznek benne. A belépő 2,50 €, a látogatási idő télen 8:30–17:00, nyáron 8:30–19:30 között. A kastély földszintje kerekesszékkel is megközelíthető, a felső szint azonban nem.

## Képgaléria

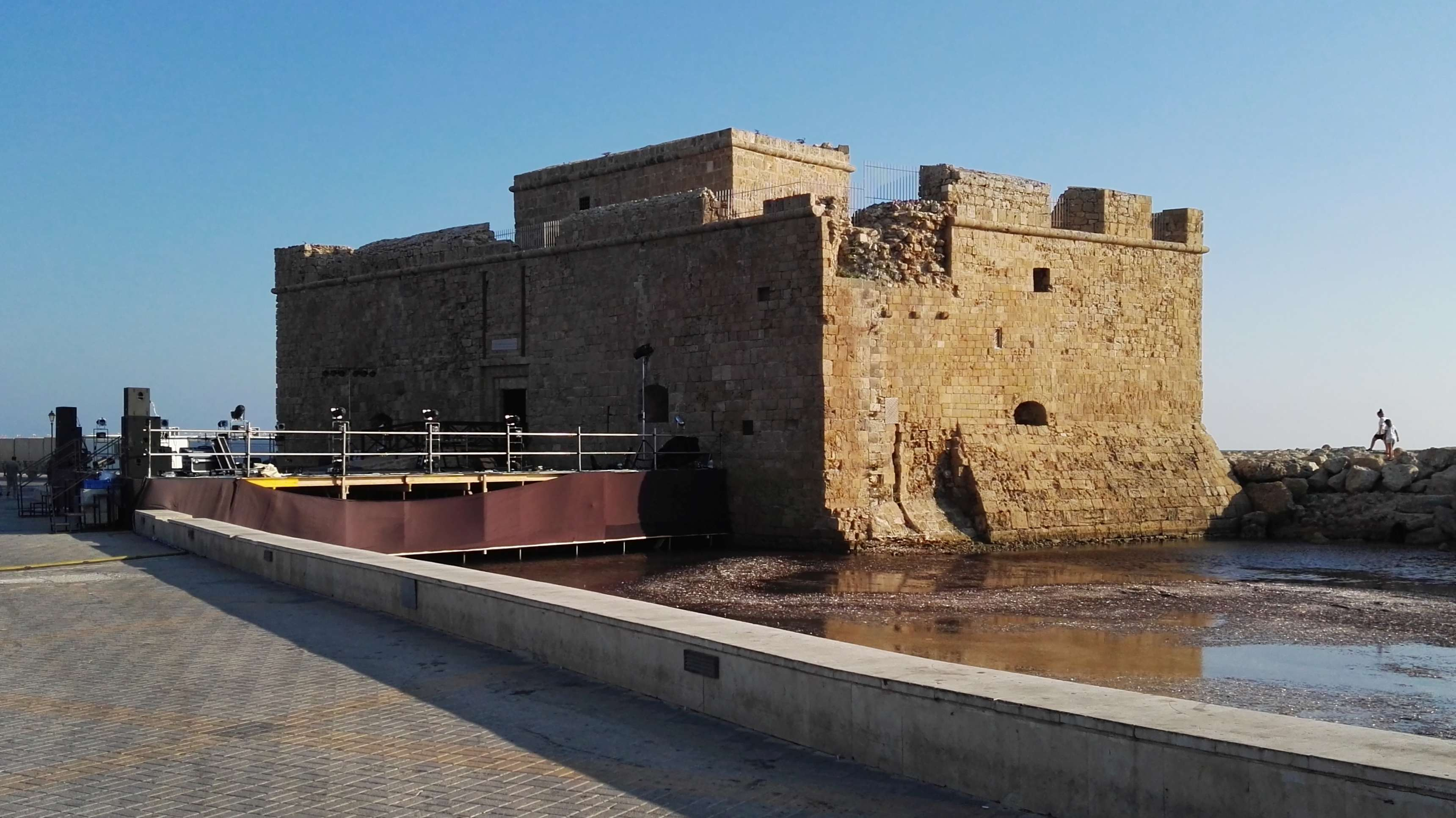
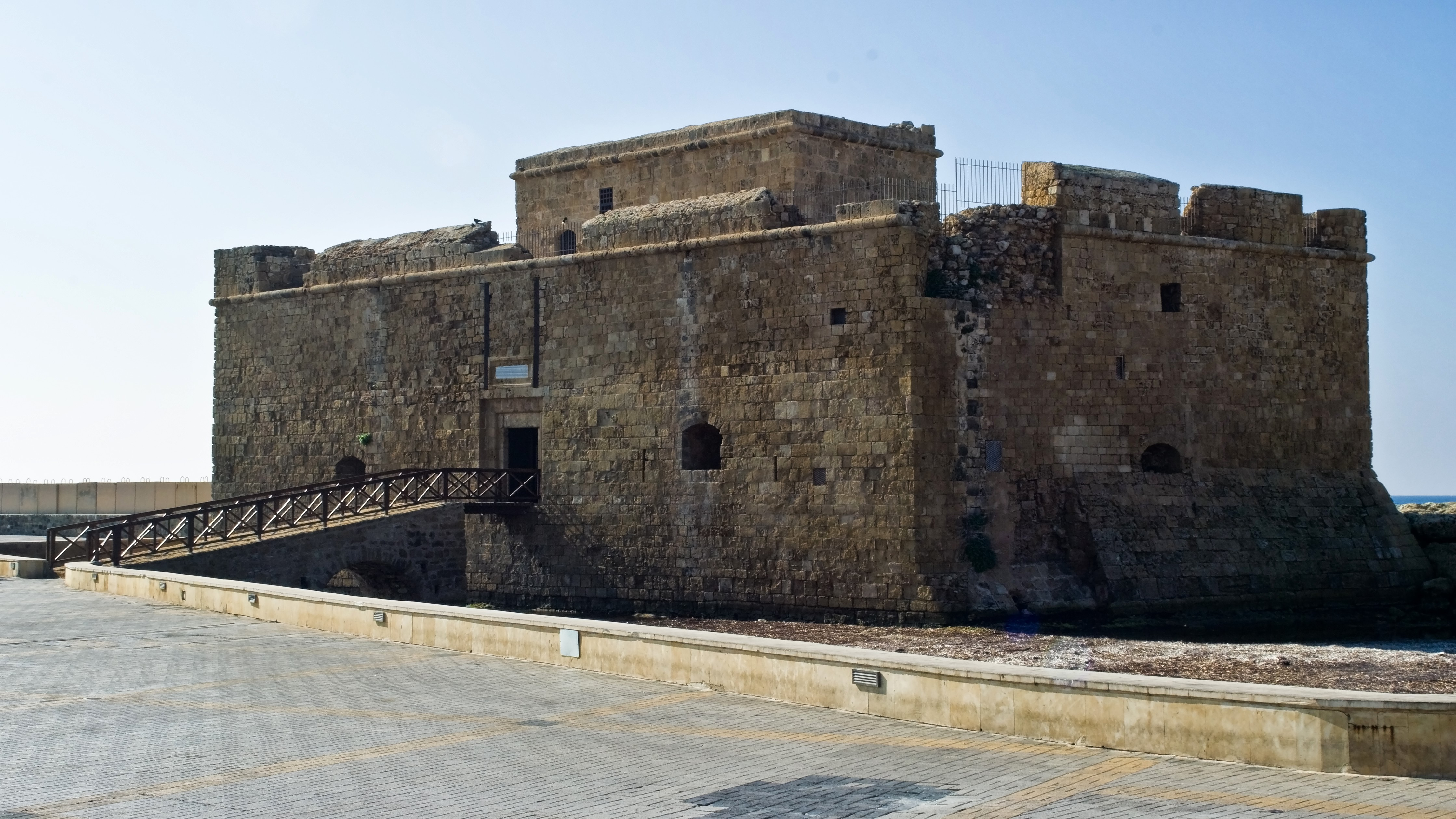
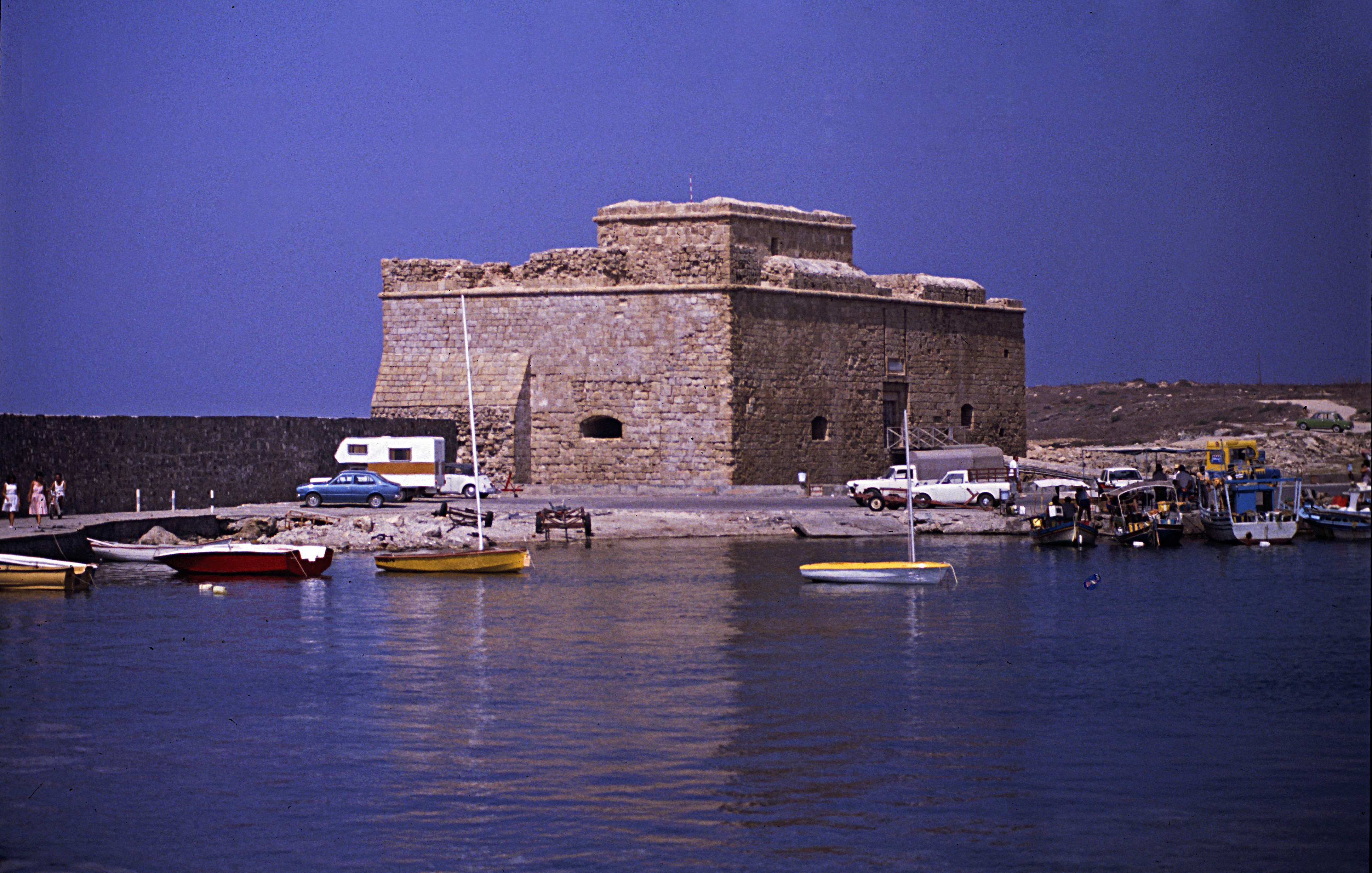
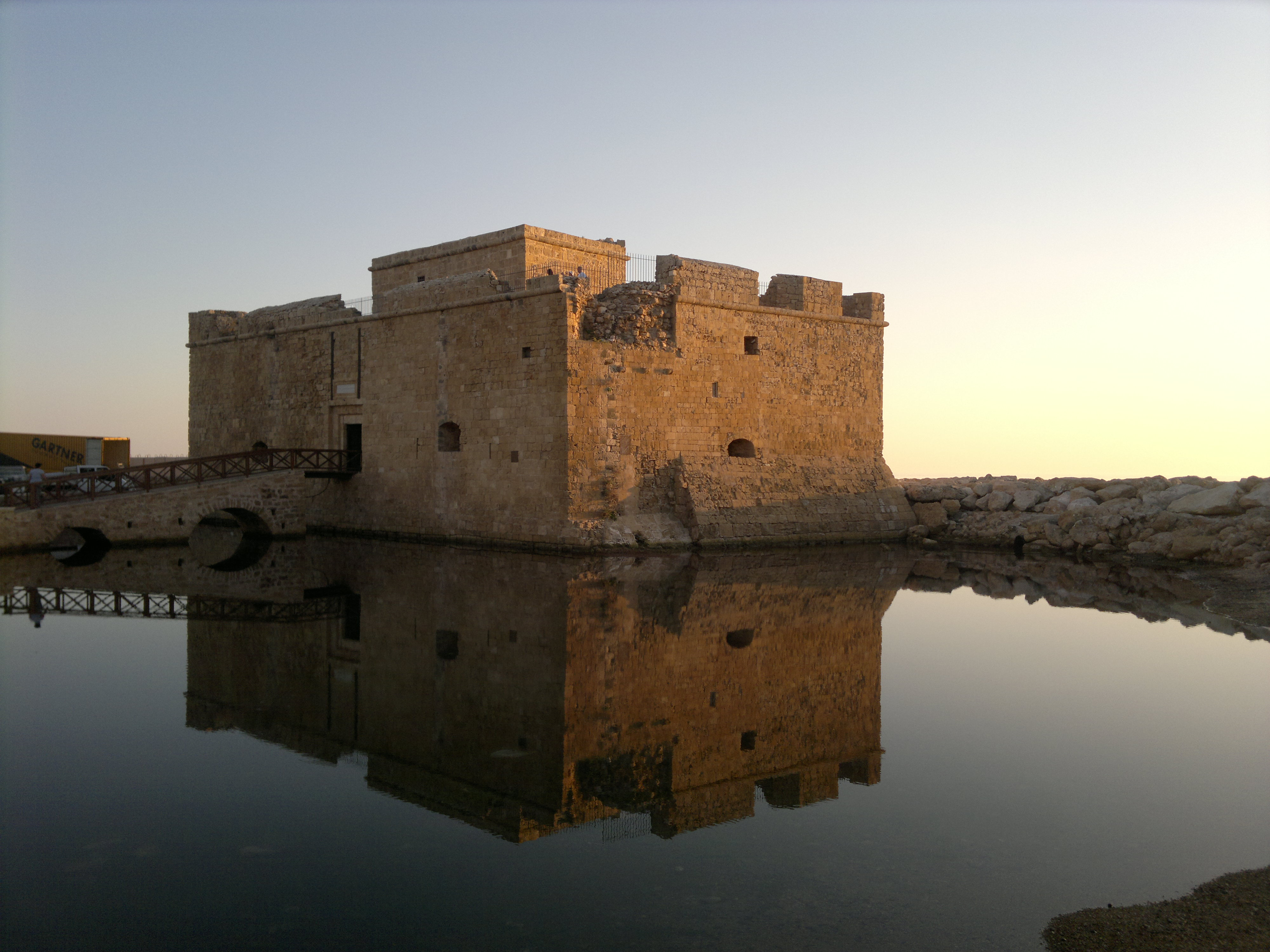
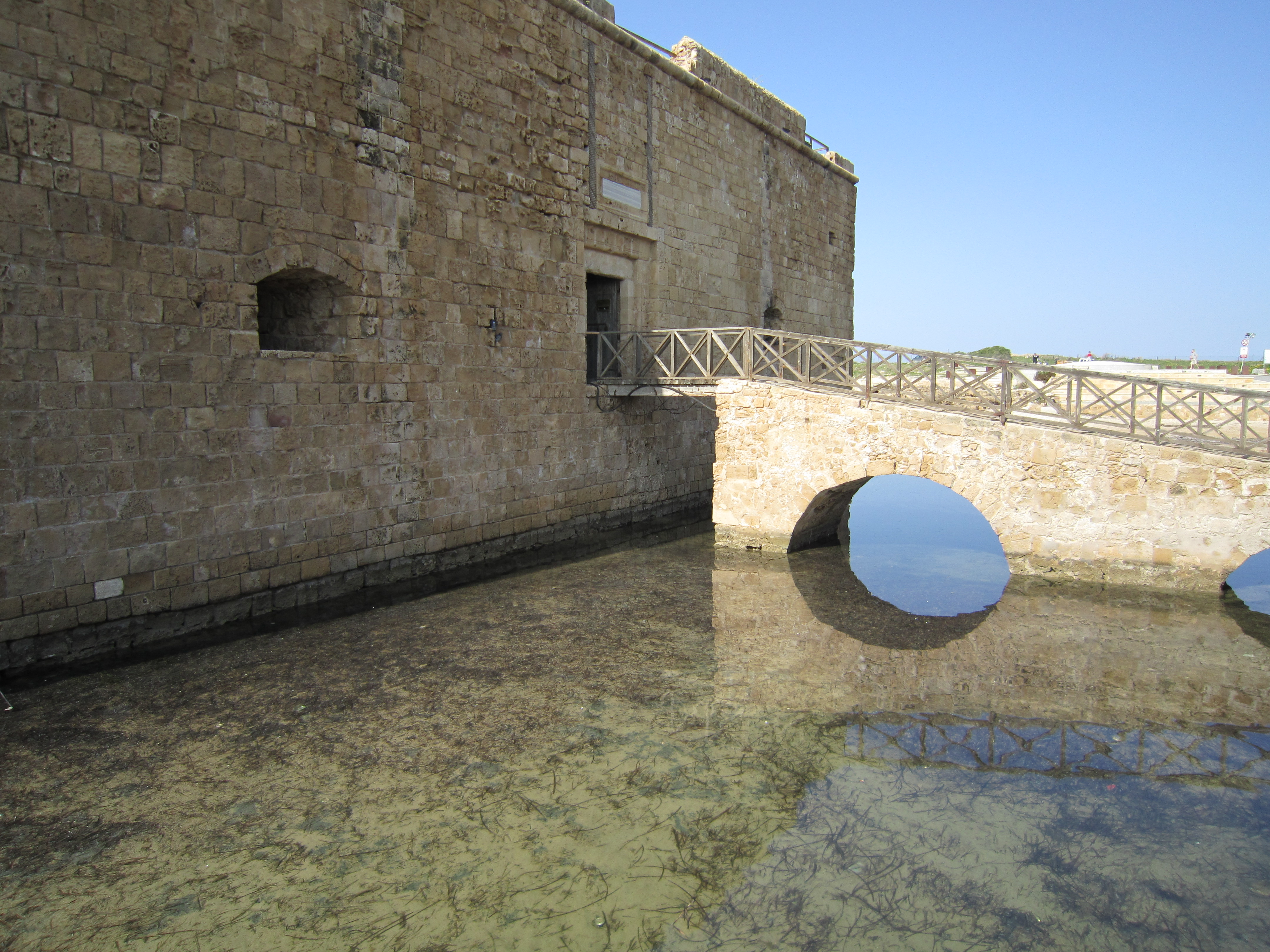

## Fordítás
- Ez a szócikk részben vagy egészben  a   Paphos Castle című angol Wikipédia-szócikk ezen változatának fordításán alapul.  Az eredeti cikk szerkesztőit annak laptörténete sorolja fel. Ez a jelzés csupán a megfogalmazás eredetét és a szerzői jogokat jelzi, nem szolgál a cikkben szereplő információk forrásmegjelöléseként.